# Raïon de Senguileï

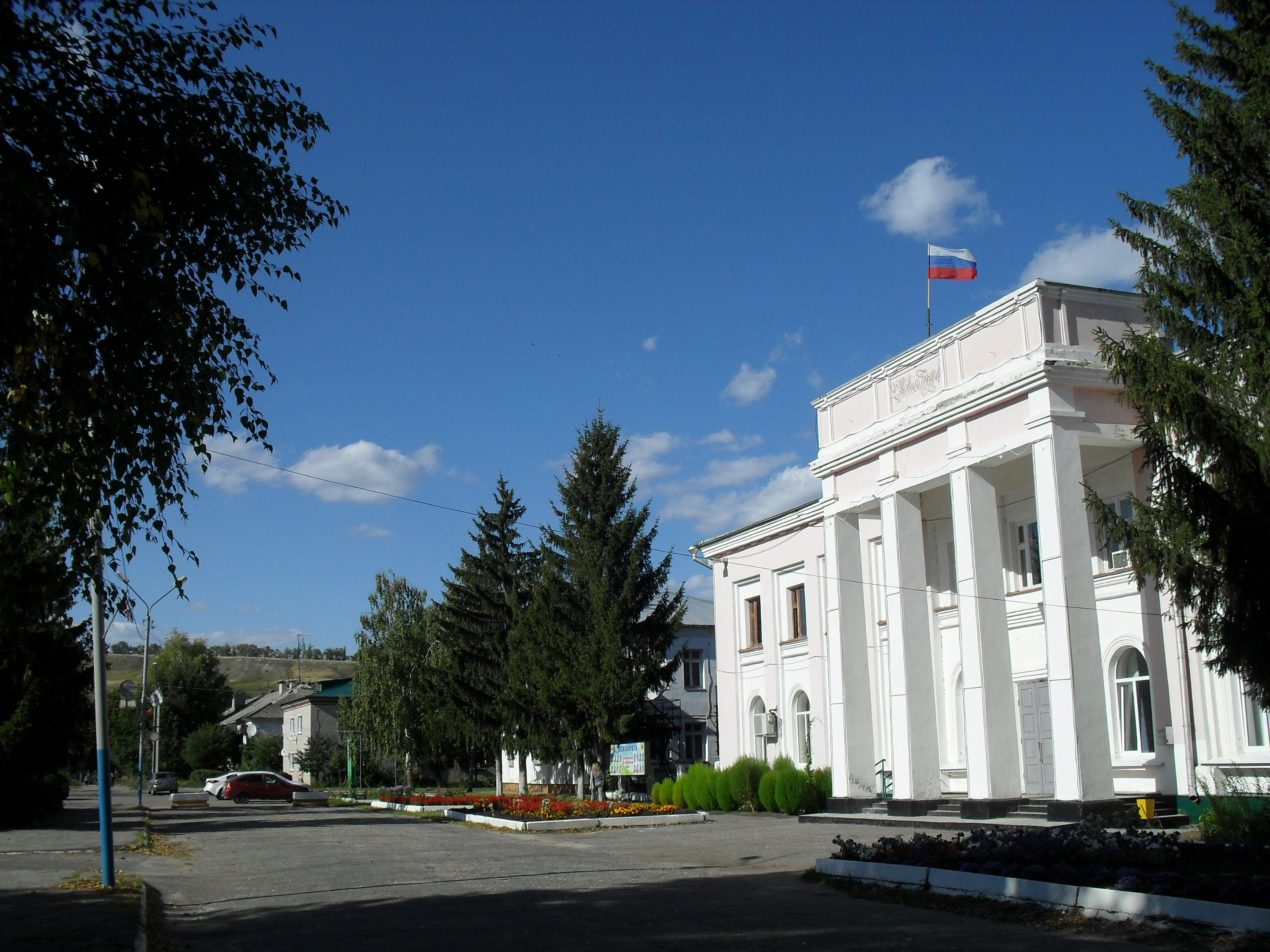
Bâtiment administratif, Senguileï, raïon de Senguileï

Le raïon de Senguileï  (russe : Сенгилеевский райо́н) est un raïon administratif et municipal de Russie, l'un des vingt et un (en) dans l'oblast d'Oulianovsk. Il est situé au centre de l'oblast. La superficie du raïon est de 1,349km2. Son centre administratif est la ville de Senguileï. En 2010, sa population est de 23 260 habitants et de 26 338 habitants en 2002. La population de Senguileï représente 29,9% de la population totale du raïon. 